# Xã Janke, Quận Logan, Bắc Dakota
Xã Janke (tiếng Anh: Janke Township) là một xã thuộc quận Logan, tiểu bang Bắc Dakota, Hoa Kỳ. Năm 2010, dân số của xã này là 28 người.